# Дорога Эмилия Скавра
Дорога Эмилия Скавра (лат. Via Aemilia Scauri) — римская дорога, построенная в 109 году до н. э. цензором Марком Эмилием Скавром.
Дорога шла вдоль лигурийского побережья и соединяла между собой Пьяченцу и Пизу, проходя через Геную. Она сливалась с Постумиевой дорогой и превращалась в дорогу Юлия Августа.